# Jurģis Pučinskis
Jurģis Pučinskis (* 1. März 1973 in Daugavpils; russisch Юргис Романович Пучинскис, Jurgis Romanowitsch Putschinski) ist ein ehemaliger lettischer Fußballspieler und heutiger -trainer.

## Karriere

### Spielerkarriere
Pučinskis begann seine Profikarriere bei Liepājas Metalurgs, spielte dann beim FC Dinaburg, Skonto Riga und wechselte erstmals 2004 ins Ausland zum russischen Verein Lutsch-Energija Wladiwostok. Danach wechselte er wieder nach Dinaburg und spielt zur Saison 2009 bei Tranzīts. Dort beendete er seine Laufbahn.

### Trainerkarriere
Auf seinen letzten beiden Spielerstationen arbeitete Pučinskis bereits als Trainer. Von 2012 bis 2015 betreute er die erste Mannschaft des FK Ventspils.